# Trochu
Trochu is een plaats (town) in de Canadese provincie Alberta en telt 1005 inwoners (2006).